# 弗拉芒卫队
弗拉芒卫队（荷蘭語：Vlaamsche Wacht）是一支为纳粹德国效力的比利时准军事组织，于二战期间在德占比利時时部分地区发挥輔警职能。1941年5月，弗拉芒卫队成立。1944年7月，在盟军于诺曼底登陆后，德方夺取了对弗拉芒卫队的绝对控制权。1944年9月，比利时被盟軍佔領，弗拉芒卫队撤入德国境内。不久該准軍事組織解散。